# Gian Giacomo Poldi Pezzoli d'Albertone
Gian Giacomo Poldi Pezzoli d'Albertone (Milano, 27 luglio 1822 – Milano, 6 aprile 1879) è stato un collezionista d'arte italiano, fondatore del museo che porta il suo nome, il Museo Poldi Pezzoli di Milano.

## Biografia

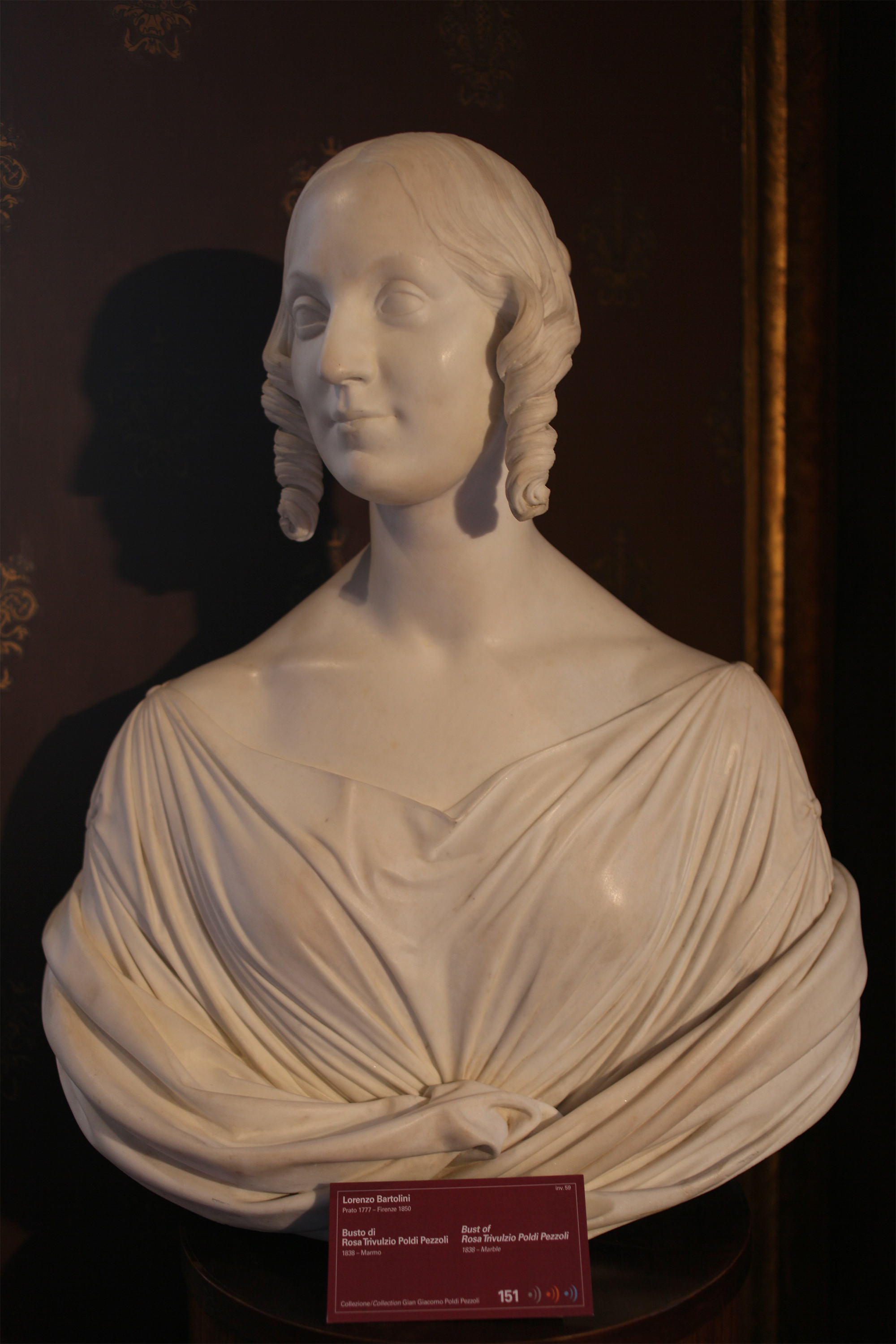
Donna Rosina Trivulzio ritratta da Lorenzo Bartolini (1838)

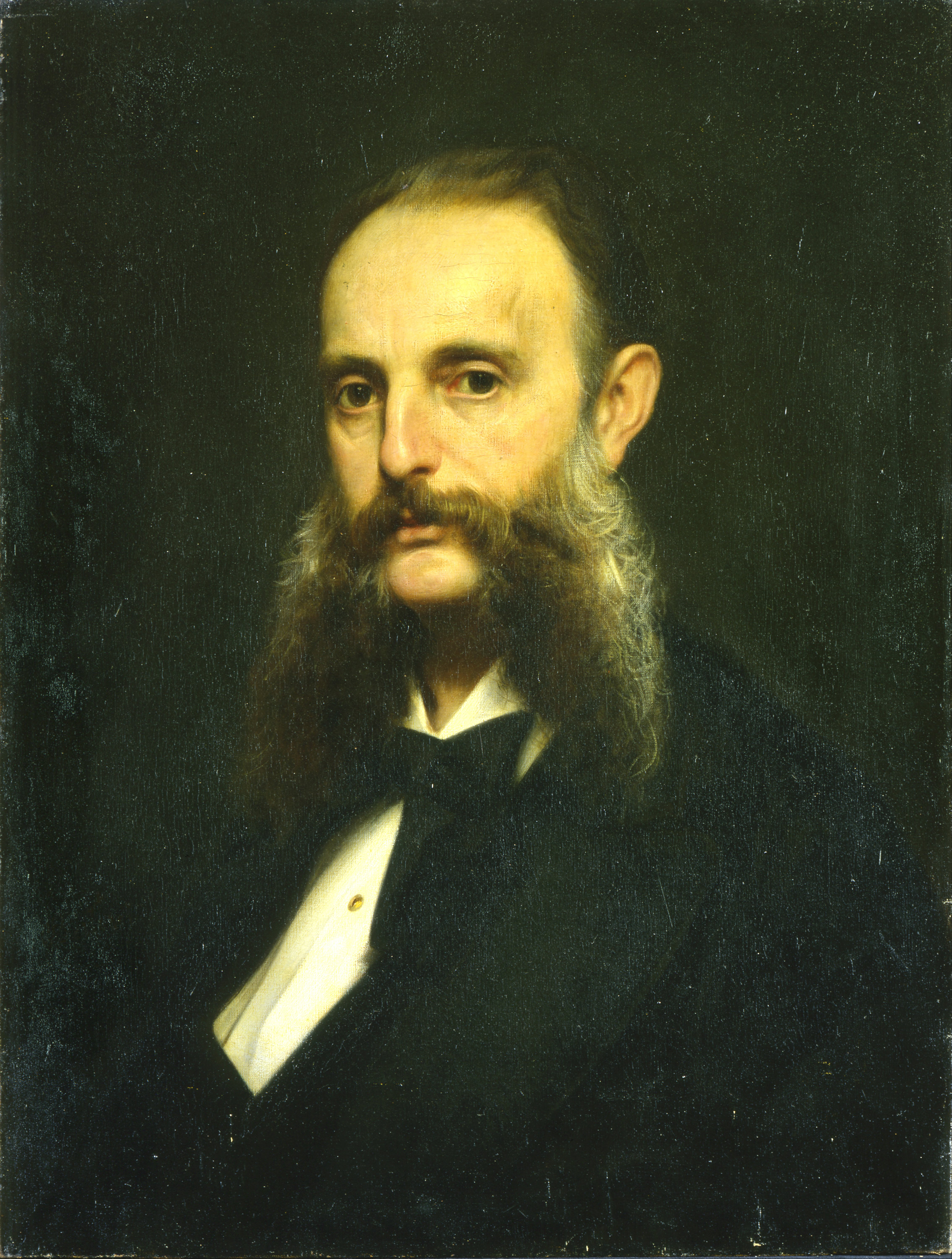
Ritratto di Giuseppe Bertini raffigurante Gian Giacomo Poldi Pezzoli nell'anno della sua prematura scomparsa

Figlio del parmense don Giuseppe Poldi Pezzoli (1768-1833) e di donna Rosina Trivulzio (1800-1859), Poldi Pezzoli cresce in un ambiente ricco di stimoli culturali ed artistici. Il padre, che lascia orfano Gian Giacomo all'età di dieci anni, è un ricco possidente che, oltre al palazzo milanese dove oggi ha sede il museo Poldi-Pezzoli, aveva ereditato da uno zio Giuseppe Pezzoli anche cognome, titolo e una ingente fortuna accumulata dalla famiglia nel Settecento come esattori delle imposte del Ducato di Milano; la madre discendeva da una delle famiglie più nobili e ricche di Milano, i Trivulzio, fatto che consentirà al Poldi Pezzoli di vivere a contatto con il mondo letterario, artistico e culturale d'inizio Ottocento. Il nonno era inoltre il celebre collezionista e dantista Gian Giacomo Trivulzio, VI marchese di Sesto Ulteriano. Gian Giacomo crebbe quindi attorniato da arte e bellezza: il palazzo materno era ricco di arazzi antichi, di spadoni ed elmi, di medaglieri; negli armadi del Cinquecento erano conservati avori, vetri di Murano e ceramiche faentine.
A partire dal 1849 Poldi Pezzoli si impegnò a radunare un'importante raccolta comprendente dipinti di Botticelli, Piero della Francesca, Antonio del Pollaiolo, Francesco Guardi, Andrea Mantegna, Cosmè Tura, Giovanni Bellini e Bernardo Daddi, nonché numerosi oggetti d'arredamento, armi, bronzi, terrecotte, opere d'oreficeria, tappeti. La sede di questo suo nuovo museo privato era il palazzo paterno che egli fece restaurare per l'occasione.
Il conte morì per un attacco di angina pectoris nel palazzo di famiglia di Milano. Come da sue disposizioni testamentarie del 3 agosto 1871 il suo appartamento e le collezioni in esso contenute furono trasferite alla Fondazione artistica Poldi-Pezzoli che istituì il museo che venne aperto ufficialmente al pubblico il 26 aprile 1881. Fu sepolto a Bellagio nel parco della villa Trivulzio in un mausoleo neo-gotico innalzato per lui da Carlo Maciachini, architetto del Cimitero Monumentale di Milano,

## Ruolo politico
Poldi Pezzoli, oltre a essere uno dei rappresentanti più in vista dell'aristocrazia milanese, era uomo dai profondi sentimenti patriottici, e si impegnò a favore dell'unità nazionale italiana. Il suo amore per l'Italia è testimoniato dal suo acquisto di un intero comando di artiglieria, con il contributo di altri nobili, per aiutare l'esercito Lombardo e la sovvenzione dell'armata piemontese; partecipò anche alle Cinque giornate di Milano, insurrezione che diede inizio alla Prima guerra d'indipendenza italiana. Durante questo periodo, nel 1848 gli venne assegnato il ruolo ufficiale di Commissario straordinario del governo provvisorio della Lombardia a Venezia e nelle province Venete.
L'ostilità al potere asburgico gli costò la fuga in Svizzera dopo la sconfitta dell'agosto 1848: viaggiò poi in Francia e negli Stati italiani, risiedendo a lungo a Firenze. Infine fu costretto a rimpatriare a Milano e a pagare la multa di 600.000 lire austriache per riprendere possesso dei suoi beni.

## Costruzione della Casa Museo
Gian Giacomo Poldi Pezzoli, dopo avere sostenuto la pubblicazione dell'album illustrato dell'Esposizione braidense, fece costruire da Giuseppe Balzaretto un nuovo caseggiato, gemello del seicentesco palazzo di famiglia. Ispirato dai suoi ripetuti viaggi a Parigi e dalle visite al nuovo Musée de Thermes et de l’Hotel de Cluny, creato da Alexandre du Sommerard, Poldi Pezzoli decise di usarli come modelli di riferimento per il suo Museo. 
Alexandre du Sommerard era un pioniere dello stile Romantico e fece un museo non soltanto ricco di dipinti e statue ma anche dotato di arredi preziosi e oggetti d'arte applicata per dare un'atmosfera unica a ogni stanza. Quest'idea ebbe uno strepitoso successo. Potere vedere un oggetto antico in un ambiente antico, permetteva di essere completamente immersi nella storia. questo nuovo approccio nel presentare le opere riscosse molto successo e ammirazione nei suoi contemporanei.
Il suo incontro con il pittore e vetrista Giuseppe Bertini fu determinante per la realizzazione di questo progetto. Infatti fu Bertini a creare e ideare ogni stanza in stile storicista aiutato da Luigi Scrosati, Giuseppe Sepeluzzi (bronzista) e da Lorenzo Vela (scultore). Grazie a questa combinazione furono create forse le stanze più suggestive come il gabinetto dantesco nello stile del Trecento italiano, la sala nera nello stile del Rinascimento del nord, la sala degli stucchi in stile rococò, lo scalone barocco e infine il salone Dorato.
Questo progetto permise al Poldi Pezzoli di salvaguardare una quantità enorme di artigianato artistico civico. Negli anni cinquanta, la casa museo diventò uno dei luoghi principali in cui l'eccellenza dell'Arte Italiana era promossa attraverso le arti decorative.

## Creazione della Collezione
Dal 1850 fino al 1879 Poldi Pezzoli mette insieme una raccolta di pezzi d'arte inestimabili, molti provenienti da famosi Maestri Rinascimentali. Tra questi maestri ci sono Botticelli, Mantegna, Cosmè Tura, Carlo Crivelli, Giovanni Bellini, Piero del Pollaiolo, dei maestri medievali come Vitale degli Equi e Pietro Lorenzetti. Queste opere sono quasi sempre di medio formato e in buono stato perché provengono da collezioni private. Le opere seguono il gusto della critica d'arte, grazie a una rete di consiglieri e intenditori che circondano normalmente i collezionisti.
Il direttore dell'Accademia di Brera, Giuseppe Molteni, ebbe un ruolo determinante nella creazione della quadreria. Con le sue conoscenze di antiquario, mediatore e restauratore, aiutò Poldi Pezzoli a entrare in contatto con l'ambiente dei conoscitori-collezionisti. Bernardino Biondelli divenne il consulente per gli acquisti archeologici e medievali, grazie alle sue conoscenze e alla sua posizione di direttore del gabinetto numismatico di Milano.
Tra questo circolo di conoscitori europei e Poldi Pezzoli nacque un rapporto molto fecondo. Otto Mündler e Charles Lock Eastlake l'emissario e il direttore della National Gallery di Londra, gareggiarono con Poldi Pezzoli per l'acquisto di dipinti fatti da pittori primitivi o rinascimentali.
Giuseppe Bertini aiutò Poldi Pezzoli con le opere d'arte applicata e per le informazioni sulle forniture degli antiquari milanesi, e Poldi Pezzoli poté contare anche sull'aiuto di Giuseppe Baslini. Fu poi il critico Giovanni Morelli, incontrato nel 1861, che sollecitò e spinse Poldi Pezzoli a costruire una raccolta d'arte italiana.

## Ascendenza
|                                                        |                                                           |                                                               | Genitori                                                           |  |  | Nonni |  |  | Bisnonni |  |  | Trisnonni |  |
|                                                        |                                                           |                                                               |                                                                    |  |  |       |  |  | …        |  |  | …         |  |
|                                                        |                                                           |                                                               |                                                                    |  |  |       |  |  | …        |  |  | …         |  |
|                                                        |                                                           | …                                                             |                                                                    |  |  |       |  |  | …        |  |  |           |  |
| Gaetano Poldi                                          |                                                           |                                                               |                                                                    |  |  |       |  |  | …        |  |  |           |  |
|                                                        |                                                           | …                                                             | …                                                                  |  |  |       |  |  |          |  |  |           |  |
|                                                        |                                                           | …                                                             | …                                                                  |  |  |       |  |  |          |  |  |           |  |
|                                                        |                                                           | …                                                             | …                                                                  |  |  |       |  |  |          |  |  |           |  |
| Giuseppe Poldi Pezzoli d'Albertone                     |                                                           | …                                                             |                                                                    |  |  |       |  |  |          |  |  |           |  |
|                                                        |                                                           | Girolamo Pezzoli d'Albertone                                  | Gerolamo Pezzoli                                                   |  |  |       |  |  |          |  |  |           |  |
|                                                        |                                                           | Girolamo Pezzoli d'Albertone                                  | Gerolamo Pezzoli                                                   |  |  |       |  |  |          |  |  |           |  |
|                                                        |                                                           | Girolamo Pezzoli d'Albertone                                  | …                                                                  |  |  |       |  |  |          |  |  |           |  |
| Margherita Pezzoli d'Albertone                         |                                                           | Girolamo Pezzoli d'Albertone                                  |                                                                    |  |  |       |  |  |          |  |  |           |  |
|                                                        |                                                           | …                                                             | …                                                                  |  |  |       |  |  |          |  |  |           |  |
|                                                        |                                                           | …                                                             | …                                                                  |  |  |       |  |  |          |  |  |           |  |
|                                                        |                                                           | …                                                             | …                                                                  |  |  |       |  |  |          |  |  |           |  |
| Gian Giacomo Poldi Pezzoli                             |                                                           | …                                                             |                                                                    |  |  |       |  |  |          |  |  |           |  |
|                                                        | Giorgio Teodoro Trivulzio, IV marchese di Sesto Ulteriano | Alessandro Teodoro Trivulzio, III marchese di Sesto Ulteriano |                                                                    |  |  |       |  |  |          |  |  |           |  |
|                                                        | Giorgio Teodoro Trivulzio, IV marchese di Sesto Ulteriano | Alessandro Teodoro Trivulzio, III marchese di Sesto Ulteriano |                                                                    |  |  |       |  |  |          |  |  |           |  |
|                                                        | Giorgio Teodoro Trivulzio, IV marchese di Sesto Ulteriano | Margherita Pertusati                                          |                                                                    |  |  |       |  |  |          |  |  |           |  |
| Gian Giacomo Trivulzio, VI marchese di Sesto Ulteriano | Giorgio Teodoro Trivulzio, IV marchese di Sesto Ulteriano |                                                               |                                                                    |  |  |       |  |  |          |  |  |           |  |
|                                                        |                                                           | Maria Cristina Cicogna Mozzoni                                | Carlo Giuseppe Francesco Cicogna Mozzoni, VII conte di Terdobbiate |  |  |       |  |  |          |  |  |           |  |
|                                                        |                                                           | Maria Cristina Cicogna Mozzoni                                | Carlo Giuseppe Francesco Cicogna Mozzoni, VII conte di Terdobbiate |  |  |       |  |  |          |  |  |           |  |
|                                                        |                                                           | Maria Cristina Cicogna Mozzoni                                | Leopoldina von und zu Daun                                         |  |  |       |  |  |          |  |  |           |  |
| Rosina Trivulzio                                       |                                                           | Maria Cristina Cicogna Mozzoni                                |                                                                    |  |  |       |  |  |          |  |  |           |  |
|                                                        |                                                           | Alessandro Serbelloni, V duca di San Gabrio                   | Gabrio Serbelloni, III duca di San Gabrio                          |  |  |       |  |  |          |  |  |           |  |
|                                                        |                                                           | Alessandro Serbelloni, V duca di San Gabrio                   | Gabrio Serbelloni, III duca di San Gabrio                          |  |  |       |  |  |          |  |  |           |  |
|                                                        |                                                           | Alessandro Serbelloni, V duca di San Gabrio                   | Maria Vittoria Ottoboni                                            |  |  |       |  |  |          |  |  |           |  |
| Beatrice Serbelloni                                    |                                                           | Alessandro Serbelloni, V duca di San Gabrio                   |                                                                    |  |  |       |  |  |          |  |  |           |  |
|                                                        |                                                           | Rosina Sinzendorf                                             | Wenzel Hermann von Sinzendorf                                      |  |  |       |  |  |          |  |  |           |  |
|                                                        |                                                           | Rosina Sinzendorf                                             | Wenzel Hermann von Sinzendorf                                      |  |  |       |  |  |          |  |  |           |  |
|                                                        |                                                           | Rosina Sinzendorf                                             | Maria Anna von Harrach zu Rohrau                                   |  |  |       |  |  |          |  |  |           |  |
|                                                        |                                                           | Rosina Sinzendorf                                             |                                                                    |  |  |       |  |  |          |  |  |           |  |